# Glatt-Brillenschötchen
Das Glatt-Brillenschötchen (Biscutella laevigata), auch Glattfrüchtiges Brillenschötchen oder Glattes Brillenschötchen genannt, ist eine Pflanzenart aus der Gattung Brillenschötchen (Biscutella) innerhalb der Familie der Kreuzblütengewächse (Brassicaceae). Sie ist mit mehreren Unterarten in Europa verbreitet.

## Beschreibung

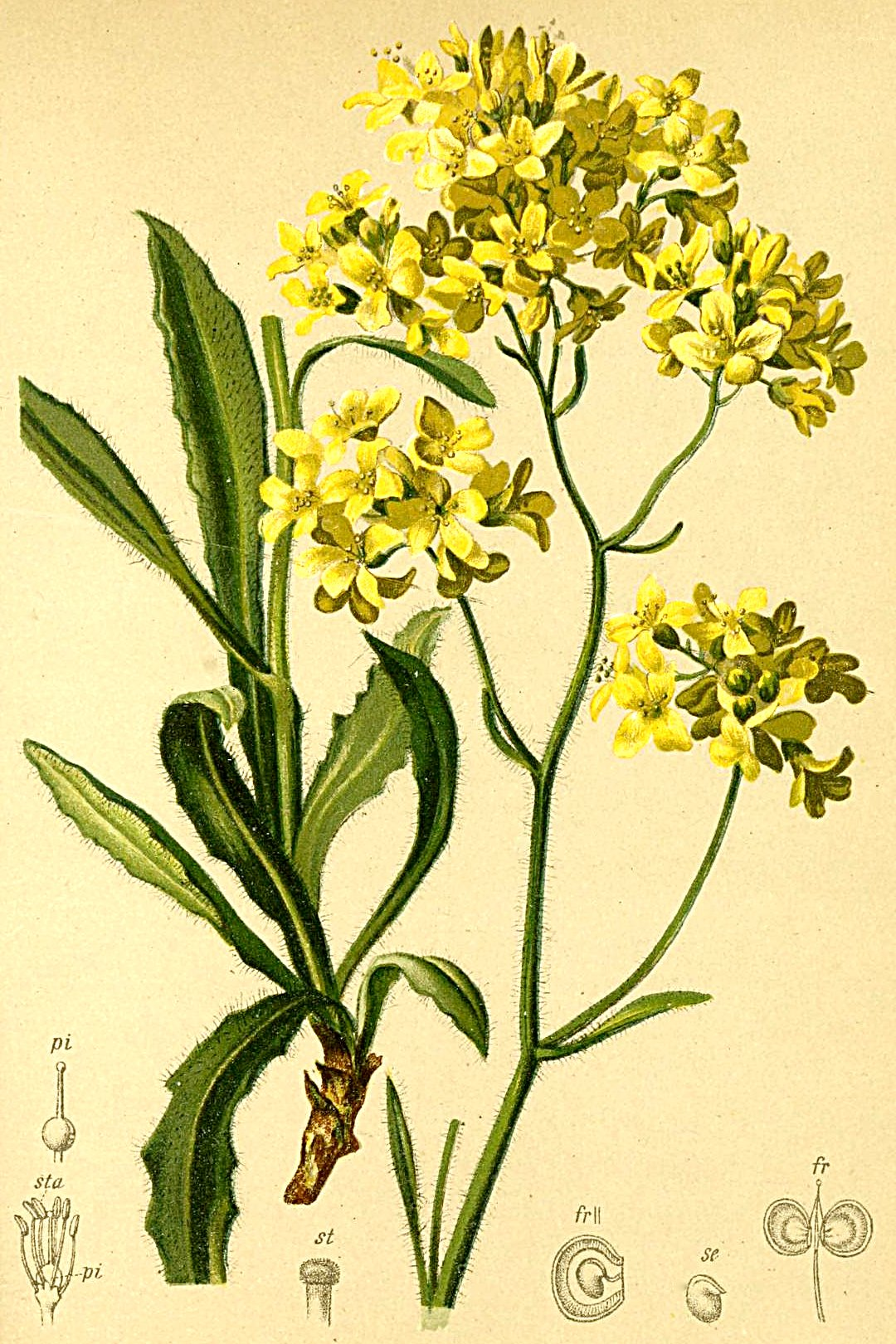
Illustration aus Atlas der Alpenflora

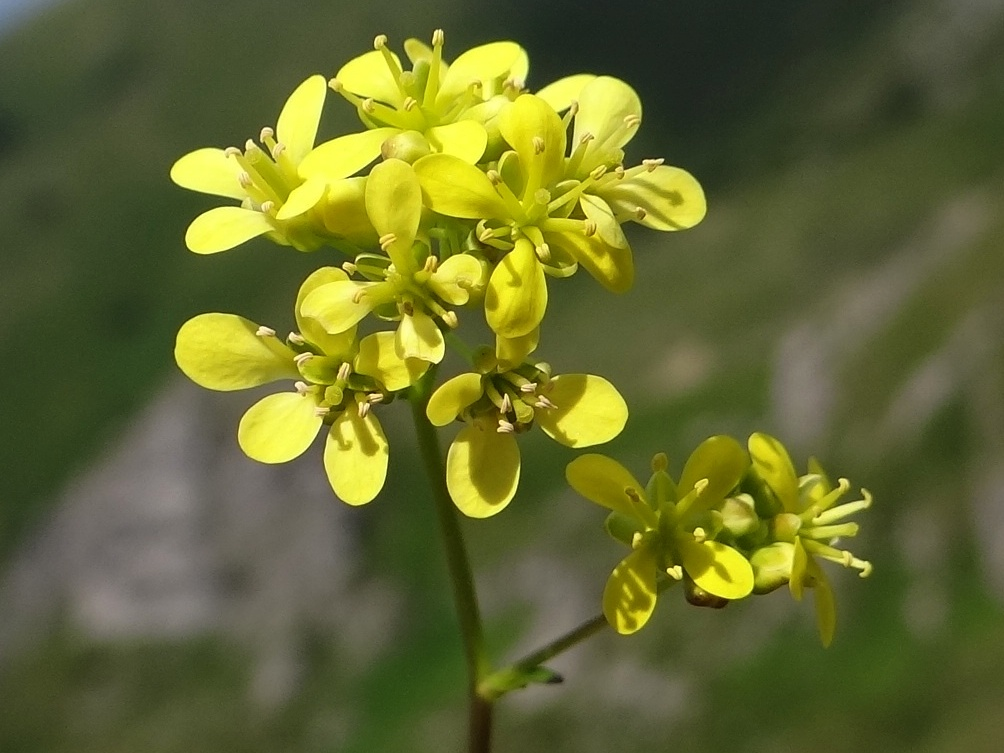
Ausschnitt eines Blütenstandes mit vierzähligen Blüten

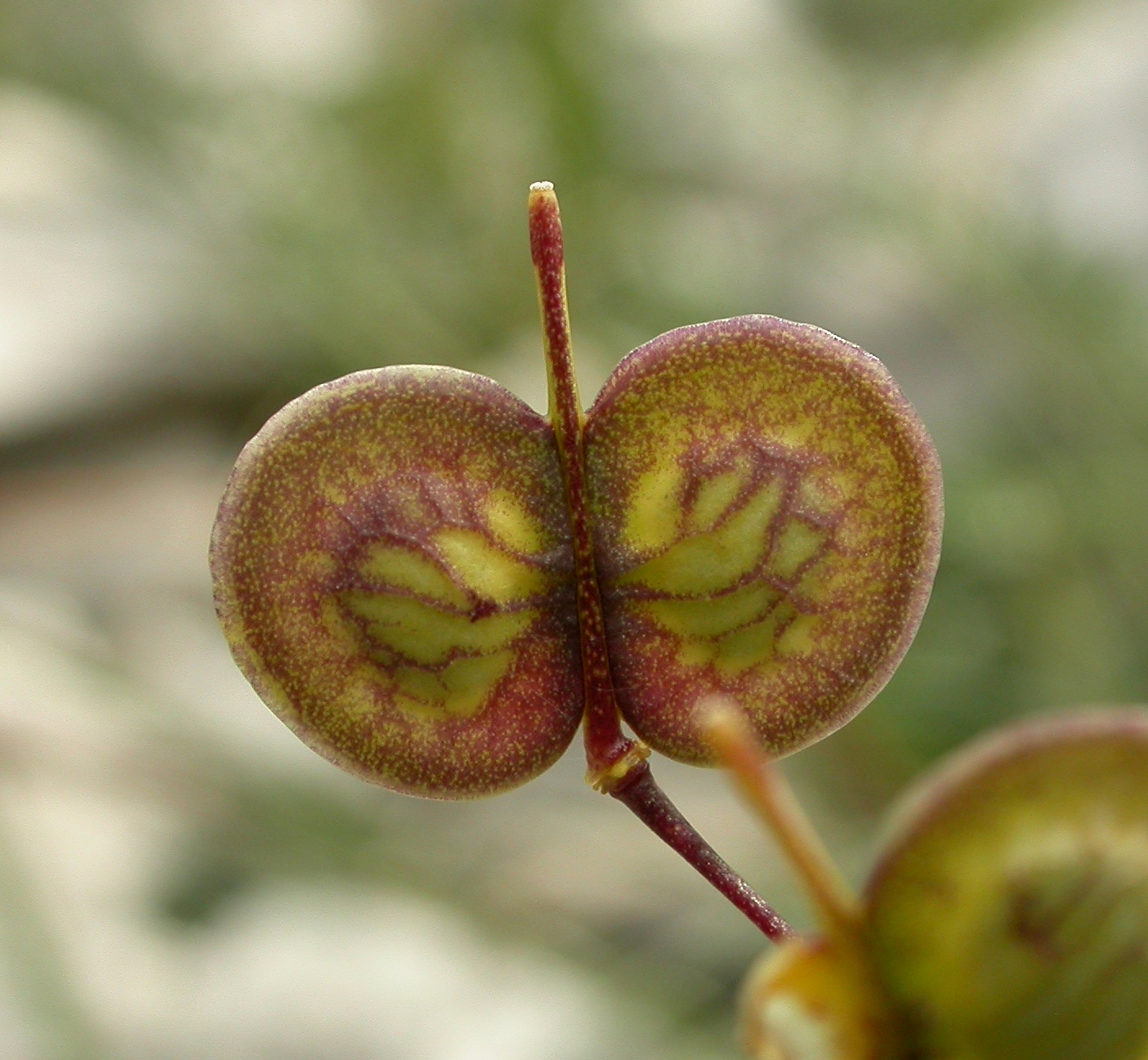
Brillenförmige Spaltfrucht

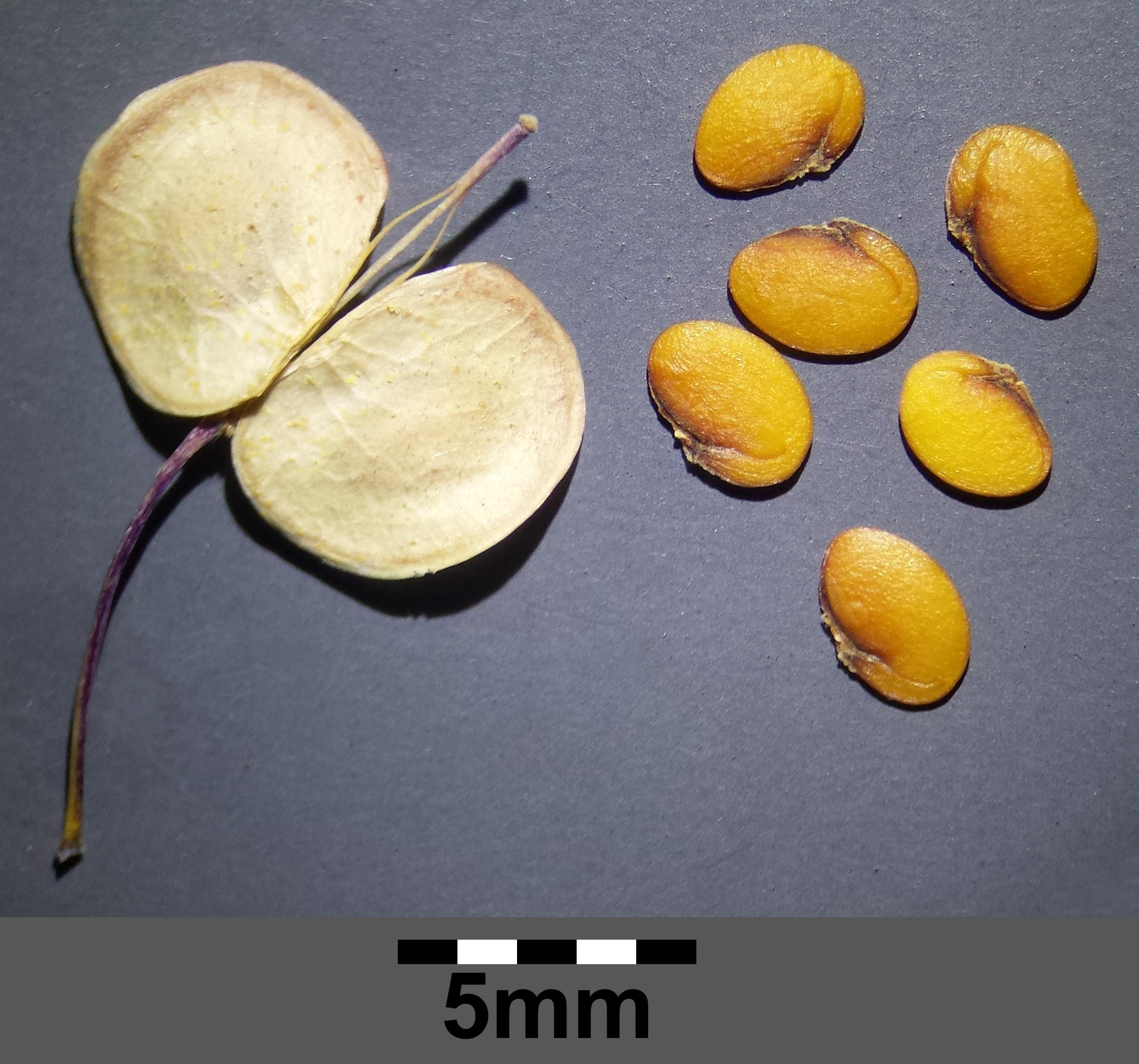
Reife Frucht mit Samen

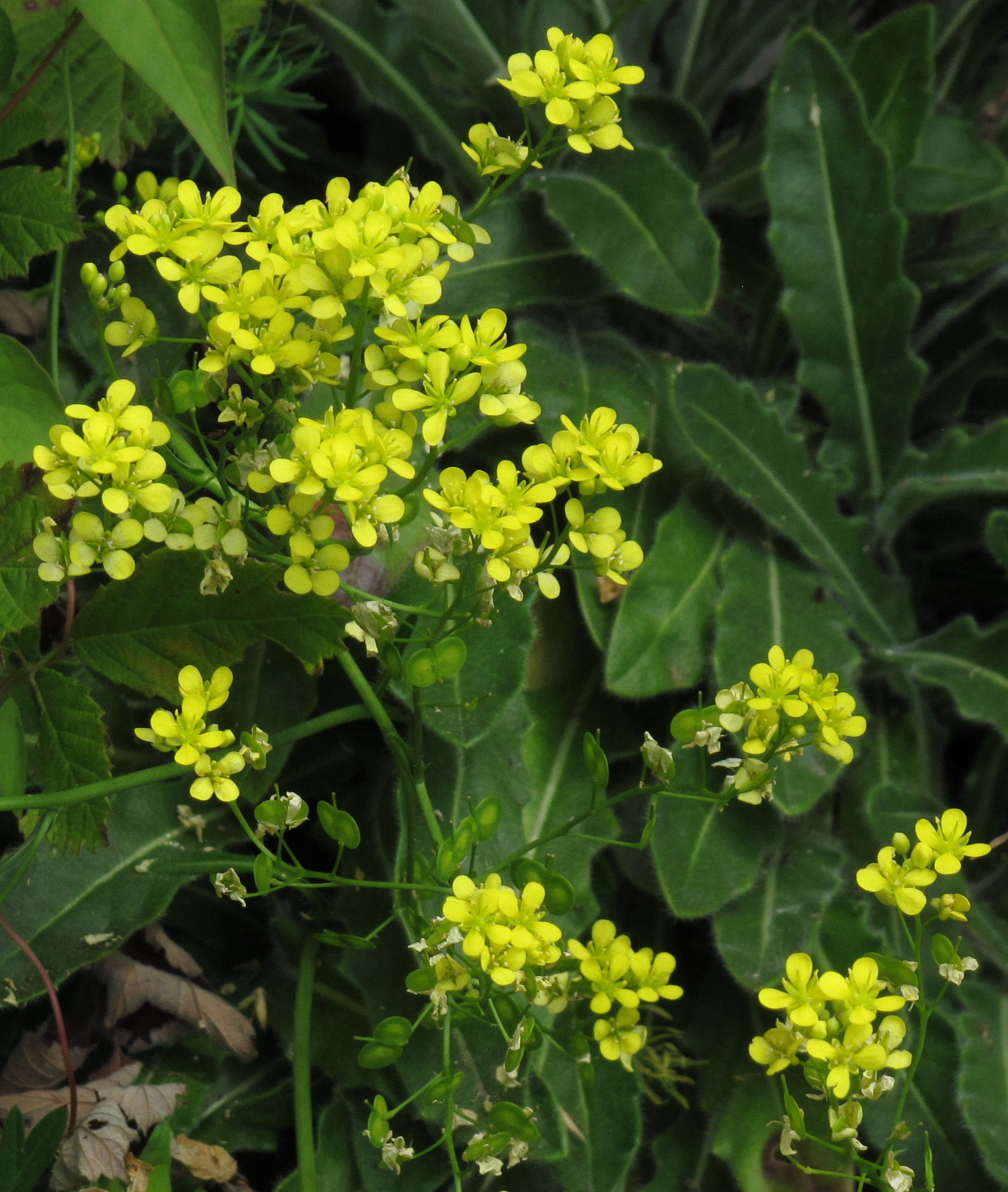
Glattes Brillenschötchen (Biscutella laevigata) bei Lorchhausen im Rheingau

### Erscheinungsbild und Blatt
Das Glatt-Brillenschötchen wächst als ausdauernde krautige Pflanze und erreicht Wuchshöhen von 15 bis 40, selten bis 50 Zentimetern. Der Stängel ist im oberen Bereich meist verzweigt, mit wenig Laubblättern und meist steif behaart.
Die Laubblätter sind lanzettlich und ganzrandig bis fiederteilig. Die gestielten Grundblätter sind bei einer Länge von bis zu 12 Zentimetern länglich-lanzettlich, sowie ganzrandig bis grob buchtig gezähnt. Die Blattspreiten sind rau behaart oder kahl. Die Stängelblätter sind kleiner, sitzend und etwas stängelumfassend.

### Blütenstand und Blüte
Die Blütezeit reicht von Mai bis August. Der lockere, verzweigte traubige Blütenstand ist reichblütig.
Die zwittrigen Blüten vierzählig. Die vier Kelchblätter sind gelb-grün und 2,5 bis 3 Millimeter lang. Die vier gelben Kronblätter sind bei einer Länge von 4 bis 8 Millimetern schmal eiförmig. Sie sind am Grund in einen sehr kurzen Nagel verschmälert und besitzen darüber jederseits einen stumpfen Zahn.

### Frucht
Der Fruchtstiel ist gleich lang bis doppelt so lang wie das Schötchen. Die brillenförmigen, flachen Schötchen sind etwa 4,7 Millimeter lang sowie 7 bis 12 Millimeter breit und beim Griffel sowie Stielansatz ausgerandet. Die aus zwei kreisförmigen Fächern bestehende Spaltfrucht zerfällt in zwei 4 bis 7 Millimeter lange, einsamige geflügelte Nüsschen. Der Griffel zwischen den Nüsschen ist 3 bis 5 Millimeter lang. Die Samen sind 2 bis 2,5 Millimeter lang, 1,5 Millimeter breit, abgeflacht und braun.

### Chromosomensatz
Die Chromosomengrundzahl beträgt x = 9. Es gibt hauptsächlich Populationen mit Diploidie, also mit einer Chromosomenzahl von 2n = 18 und mit Tetraploidie, also mit 2n = 36; Hexaploidie (2n = 54) wurde selten ermittelt.

## Ökologie
Beim Glatten Brillenschötchen handelt es sich um einen Hemikryptophyten und eine Halbrosettenpflanze oder ein Chamaephyten. Vegetative Vermehrung erfolgt durch Wurzelsprosse.
Blütenökologisch handelt es sich um „Nektar führende Trichterblumen“ ohne Safthalter. Die beiden Nektardrüsen stehen beiderseits am Fruchtknoten.
Die Flügelnüsse sind an starke Winde angepasste Segelflieger. Das Fliegen wird außer durch die breiten Flügelränder auch durch das lufthaltige Gewebe der Fruchtwand möglich. Außerdem erfolgt die Ausbreitung als Wasserhafter und Regenschwemmling. Die Fruchtreife beginnt ab August.

## Vorkommen
Das Glatt-Brillenschötchen ist von Südwest- über Mittel- bis Ost- und Südosteuropa verbreitet. Es gibt Fundortangaben in Portugal, Spanien, Frankreich, Italien, Deutschland, Österreich, der Schweiz, Tschechischen Republik, Slowakei, in Ungarn, Slowenien, Estland, der westlichen Ukraine, Kroatien, Bosnien und Herzegowina, Montenegro, Bulgarien und Rumänien. Sie gedeiht in den Alpen, Pyrenäen, im Apennin, in den Karpaten, in der Tatra und auf der Balkanhalbinsel.
In Deutschland kommt es im Alpenvorland und in den Alpen nur zerstreut, in den Mittelgebirgen (Harz, Eifel, Hunsrück) selten und nur stellenweise, im Norddeutschen Tiefland fehlt sie ganz. Das Glatt-Brillenschötchen gedeiht in der Schweiz selten in der kollin-alpinen, meist in der subalpin-alpinen Höhenstufe im Gebiet der Alpen, im Mittelland am Alpenrand und im südlichen Jura.
Die ökologischen Zeigerwerte nach Landolt & al. 2010 sind in der Schweiz: Feuchtezahl F = 2+ (frisch), Lichtzahl L = 4 (hell), Reaktionszahl R = 4 (neutral bis basisch), Temperaturzahl T = 2 (subalpin), Nährstoffzahl N = 2 (nährstoffarm), Kontinentalitätszahl K = 3 (subozeanisch bis subkontinental).
Das Glatt-Brillenschötchen gedeiht in Höhenlagen von der Tallage bis in 2800 Metern. Als Standort werden steinige Rasen, Fels, Schutt und Geröll bevorzugt. Mit seinem gut entwickelten Wurzelsystem kann es sich im Schutt gut halten.

## Systematik
Die Erstveröffentlichung von Biscutella laevigata erfolgte 1771 durch Carl von Linné in Mantissa plantarum altera, 2, S. 255.
Es handelt sich um eine sehr polymorphe Art, die in Deutschland in (je nach Autor) bis zu fünf, in Österreich in drei Unterarten vorkommt:

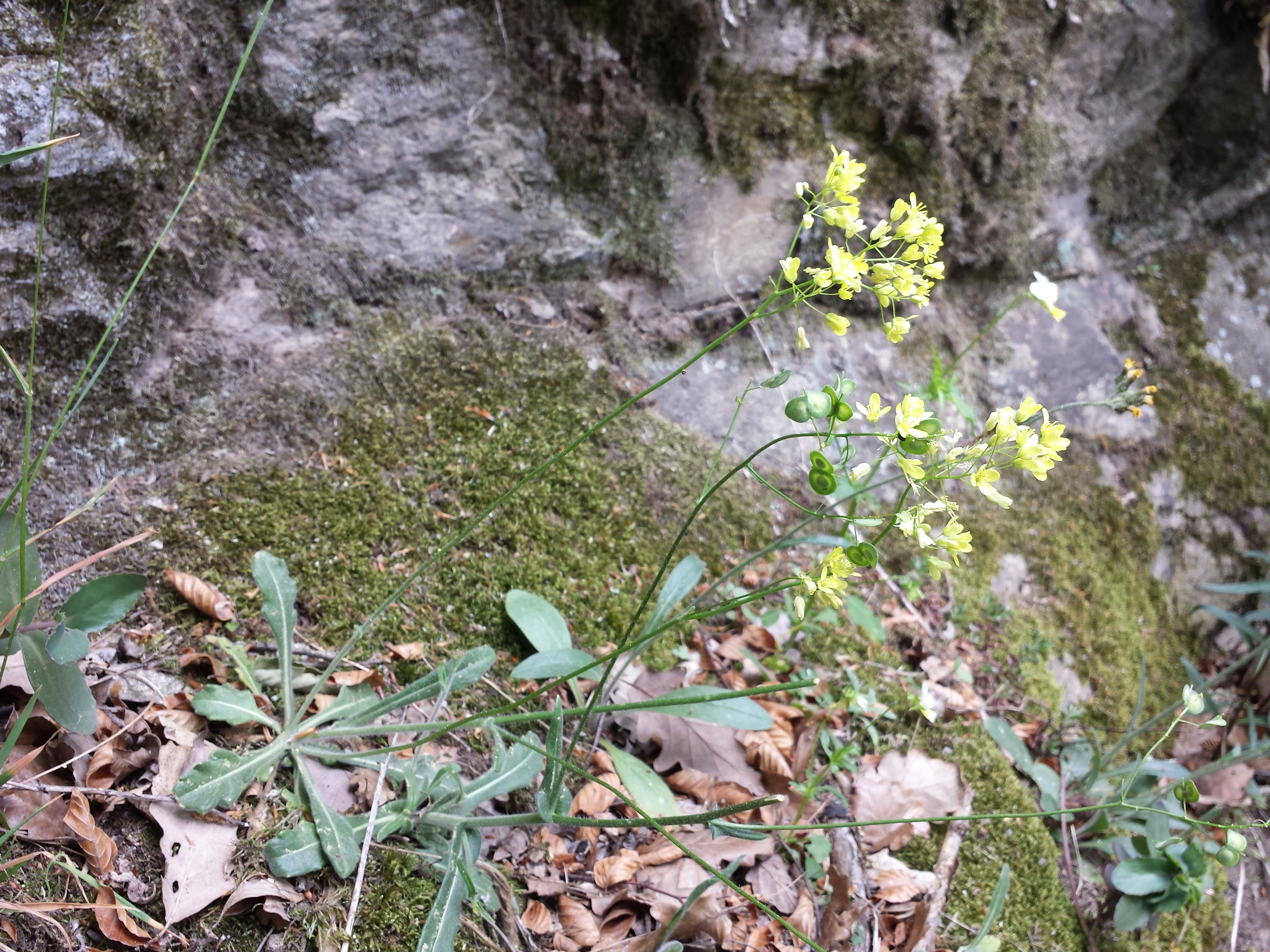
Kerner-Glatt-Brillenschötchen (Biscutella laevigata subsp. kerneri) bei Dürnstein in Niederösterreich

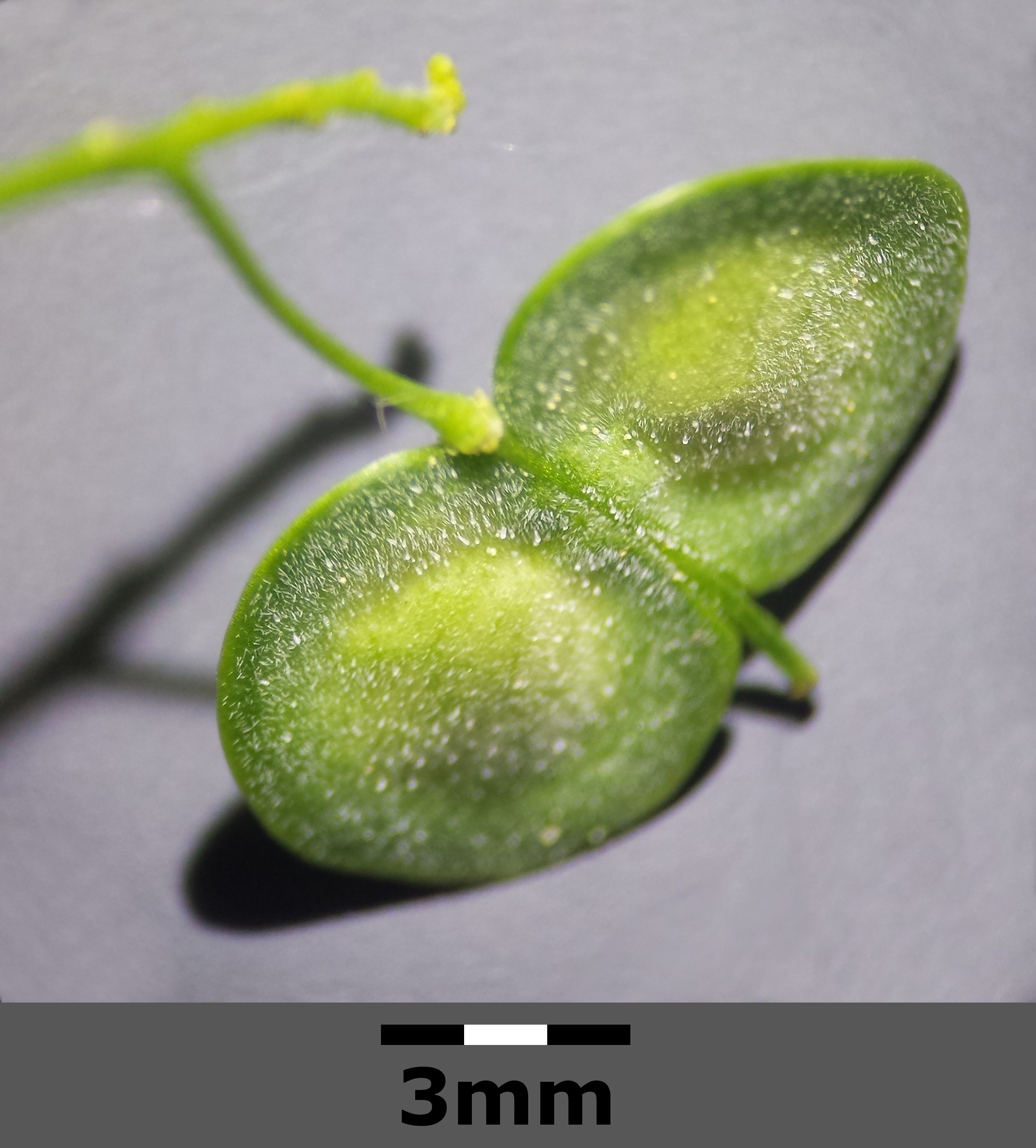
Behaarte Frucht von Biscutella laevigata subsp. kerneri

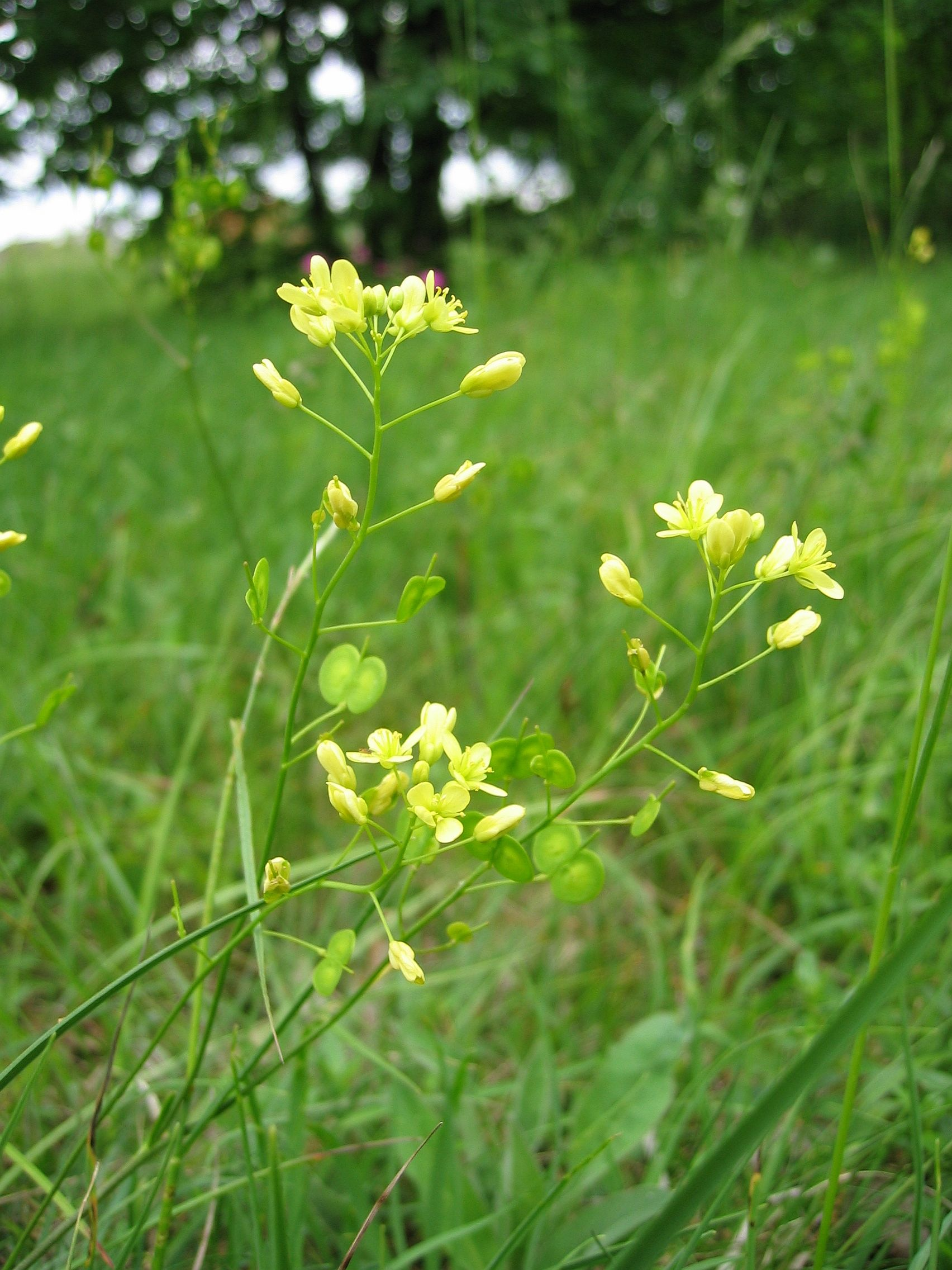
Elsässer Brillenschötchen (Biscutella laevigata subsp. varia) bei Wels in Oberösterreich

- Österreichisches Glatt-Brillenschötchen (Biscutella laevigata subsp. austriaca (Jord.) Mach.-Laur.): Diese Unterart weist meist kahle Früchte und zerstreut behaarte Grundblätter auf, der Stängel samt Blütenstandsachse ist höchstens in der unteren Hälfte behaart und die Grundblätter weisen ein bis drei 0,5 bis 1 Millimeter lange Zähne auf. Die Grundblätter sind meist 35 bis 50 Millimeter lang und höchstens viermal so lang wie breit. Diese kalkliebende Unterart tritt häufig bis sehr selten in der collinen bis alpinen Höhenstufe im Burgenland, in Niederösterreich, Oberösterreich und der Steiermark auf Magerrasen, Schutthalden, Föhrenwäldern, Flussschotter und steinigen Magerrasen auf. Östlich der Ennstaler Alpen und dem Grazer Bergland vikariiert die Unterart mit dem Alpischen Glatt-Brillenschötchen. Die Unterart ist ein Endemit der nordöstlichen Kalkalpen.[10]
- Biscutella laevigata subsp. hispidissima (Posp.) Raffaelli & Baldoin (Syn.: Biscutella laevigata var. hispidissima Posp. non Koch): Sie ist ein Endemit in Italien und kommt nur in Höhenlagen von 100 bis 200 Metern im Karst der ehemaligen Provinz Triest (Carso Triestino) vor.[9] Die Laubblätter sind 3 bis 13 Zentimeter lang.[11]
- Kerner-Glatt-Brillenschötchen oder Kerners Glattes Brillenschötchen (Biscutella laevigata subsp. kerneri Mach.-Laur.): Diese Unterart weist behaarte Früchte und dicht behaarte Grundblätter auf, der Stängel samt Blütenstandsachse ist in den unteren 50 bis 75 Prozent seiner Länge behaart und die Grundblätter weisen drei bis fünf 0,8 bis 3 Millimeter lange Zähne auf. Die Grundblätter sind meist 50 bis 75 Millimeter lang und mindestens viermal so lang wie breit. Diese pH-indifferente Unterart tritt sehr selten in der collinen bis submontanen Höhenstufe in Niederösterreich (Dunkelsteiner Wald, Wachau, südliches Waldviertel und Weinviertel) in Föhrenwäldern sowie auf Trockenrasen und Felssteppen auf.[10] Die Chromosomenzahl ist 2n = 18.[12]
- Alpisches Glatt-Brillenschötchen oder Gewöhnliches Glattes Brillenschötchen (Biscutella laevigata L. subsp. laevigata): Diese Unterart weist meist kahle Früchte und zerstreut behaarte Grundblätter auf, der Stängel samt Blütenstandsachse ist höchstens in der unteren Hälfte behaart und die Grundblätter weisen ein bis drei 0,5 bis 1 Millimeter lange Zähne auf. Die größten Grundblätter sind meist 75 bis 95 Millimeter lang und die Grundblätter mehr als viermal so lang wie breit. Diese kalkliebende Unterart tritt häufig bis sehr zerstreut in der collinen bis alpinen Höhenstufe in allen Bundesländern außer Wien, Niederösterreich und dem Burgenland auf Magerrasen, Schutthalden, Föhrenwäldern, Flussschotter und steinigen Magerrasen auf. Westlich der Ennstaler Alpen und dem Grazer Bergland vikariiert die Unterart mit dem Österreichischen Glatt-Brillenschötchen.[10] Sie ist eine Charakterart der Ordnung Seslerietalia, kommt aber auch in Gesellschaften des Verbands Thlaspeion rotundifolii oder Erico-Pinion vor.[12] Die Chromosomenzahl beträgt 2n = 36.[12] Sie steigt in den Alpen bis 2375 Meter Meereshöhe auf.[12]
- Elsässer Brillenschötchen oder Veränderliches Glattes Brillenschötchen (Biscutella laevigata subsp. varia (Bluff & Fingerh.) Rouy & Foucaud, Syn.: Biscutella ambigua var. tenuifolia Bluff & Fingerh., Biscutella varia Dumort., Biscutella alsatica Jord., Biscutella laevigata subsp. gracilis Mach.-Laur., Biscutella laevigata subsp. guestphalica Mach.-Laur., Biscutella laevigata subsp. subaphylla Mach.-Laur., Biscutella laevigata subsp. tenuifolia (Bluff & Fingerh.) Mach.-Laur., Biscutella longifolia subsp. gracilis (Mach.-Laur.) Á.Löve & D.Löve, Biscutella longifolia subsp. subaphylla (Mach.-Laur.) Á.Löve & D.Löve, Biscutella longifolia subsp. varia (Dumort.) Á.Löve & D.Löve)[9] Die Grundblätter sind bis zu 8 Zentimeter lang sowie 12 Millimeter breit, lanzettlich, stumpf gelappt und weich flaumig, mit längeren Haaren dazwischen, behaart.[13] Es ist gebietsweise eine Charakterart des Biscutello-Asplenietum septentrionalis, kommt aber auch in Gesellschaften der Verbände Potentillion caulescentis, Seslerio-Festucion oder Xerobromion vor.[12] Die Chromosomenzahl beträgt 2n = 18.[12]

## Weiterführende Literatur
- Małgorzata Wierzbicka, Maria Pielichowska: Adaptation of Biscutella laevigata L, a metal hyperaccumulator, to growth on a zinc-lead waste heap in southern Poland. I: Differences between waste-heap and mountain populations. In: Chemosphere, Volume 54, Issue 11, 2004, S. 1663–1674. PMID 14675845
- Christiane König: Biometrische und karyosystematische Untersuchungen am Polyploidkomplex Biscutella laevigata (= Biosystematics and Ecology. Band 6). Österreichische Akademie der Wissenschaften, Wien 1994, ISBN 3-7001-2118-0, S. 1–84 (zobodat.at [PDF]).
- Andrea Dannemann: Der Einfluss von Fragmentierung und Populationsgröße auf die genetische Variation und Fitness von seltenen Pflanzenarten am Beispiel von Biscutella laevigata (Brassicaceae), 2000. VIII, 151 Seiten, Dissertationes Botanicae, Band 330, ISBN 978-3-443-64242-6.
- Gunter Steinbach (Hrsg.), Bruno P. Kremer et al.: Wildblumen. Erkennen & bestimmen. Mosaik, München 2001, ISBN 3-576-11456-4.